# 시큐어 카피
시큐어 카피(Secure copy) 또는 SCP는 로컬 호스트와 원격 호스트 간 또는 두 개의 원격 호스트 간에 컴퓨터 파일을 안전하게 전송하는 수단이다. 시큐어 셸(SSH) 프로토콜 기반이다. SCP라는 용어는 SCP 프로토콜 또는 SCP 프로그램 중 하나를 가리킬 수 있다.

## SCP 프로토콜
SCP 프로토콜은 BSD RCP 프로토콜 기반의 통신 프로토콜로서, 네트워크 상의 호스트 간 파일 전송을 지원한다.

## SCP 프로그램
SCP 프로그램은 서버 데몬이나 클라이언트로서 SCP 프로토콜을 구현하는 소프트웨어 도구로서, 안전한 복사를 수행하는 프로그램이다. SCP 서버 프로그램은 일반적으로 SCP 클라이언트와 동일하다.
일반적으로 scp 프로그램의 문법은 cp의 문법과 비슷하다.
파일을 호스트로 복사:
```
scp 원본파일 사용자@호스트주소:디렉터리/대상파일
```

파일을 호스트로부터 복사:
```
scp 사용자@호스트주소:디렉터리/원본파일 대상파일
scp -r 사용자@호스트주소:디렉터리/원본폴더 대상폴더
```

## 같이 보기
- SSH 파일 전송 프로토콜
- FTPS
- Rsync
- WinSCP